# 快视频
快视频原是奇虎360旗下的一个短视频类手机应用和Windows程序，于2017年11月14日在北京“超短超有料 质在一分钟”发布会首次亮相。

## 盗取视频事件
2018年2月20日凌晨，有bilibili的视频上传者发现视频APP“快视频”在未经上传者允许的情况下，大量盗取bilibili的视频，并连同视频上传者的ID和视频下的评论一并盗取，并称在B站绑定的手机号码和密码能直接登录。同天，bilibili通过认证号“up主首席执事”发布《关于某视频App盗传稿件事件的公告》呼吁维权。
12点55分，快视频回应称，快视频不存在数据库脱库、获取用户个人隐私的任何行为。部分博主传播的恶意诽谤、造谣传谣的言论严重损害快视频的声誉，快视频已对造谣行为进行报警处理，并将追究相应法律责任。
14点17分，快视频回应称，经过排查发现部分快视频账号确实存在未经原创作者授权，私自搬用其内容，甚至冒用其头像及ID的行为，但否认存在盗取用户的帐号密码的行为。
0点17分，bilibili发表了《关于用户反馈B站账号可以直接登录360快视频的调查结果》将“使用快视频登录输入B站账号密码后，B站账号会被异地登陆”和“用B站账号密码能直接登录360快视频”的流言证伪。官方在知乎上声称：“至今为止，我们没有发现B站的用户账号信息被泄漏的证据。账号安全是我们工作的重中之重，我们还在继续排查各种可能性。”
2月21日，bilibili正式向快视频发送律师函，要求快视频停止侵权行为，并向所有bilibili视频上传者及bilibili公开赔礼道歉。
3月5日，快视频在微博发布道歉声明，就侵权一事向B站视频上传者们公开道歉。